# 鹿児島県道64号大崎輝北線
鹿児島県道64号大崎輝北線（かごしまけんどう64ごう おおさききほくせん）は、鹿児島県曽於郡大崎町から鹿屋市に至る県道（主要地方道）である。

## 概要
鹿児島県曽於郡大崎町假宿（かりじゅく）から大崎町野方を経由して鹿屋市輝北町下百引（しももびき）を終点とする。
総延長は20.249 km、改良率は99.4 %（2007年（平成19年）4月1日現在）。

### 路線データ
- 起点：曽於郡大崎町假宿（三文字駅交差点、国道220号交点）
- 終点：鹿屋市輝北町下百引（国道504号交点）

## 歴史
- 1958年（昭和33年）11月 - 百引大崎線（もびきおおさきせん）として認定。[要出典]
- 1972年（昭和47年）3月24日 - 現在の路線名に変更。[要出典]
- 1993年（平成5年）5月11日 - 建設省から、県道大崎輝北線が大崎輝北線として主要地方道に指定される[1]。

## 路線状況

### 重複区間
- 国道269号（曽於郡大崎町野方・荒佐三差路交差点 - 曽於郡大崎町野方）

### 道の駅
- 野方あらさの（曽於郡大崎町）

## 地理

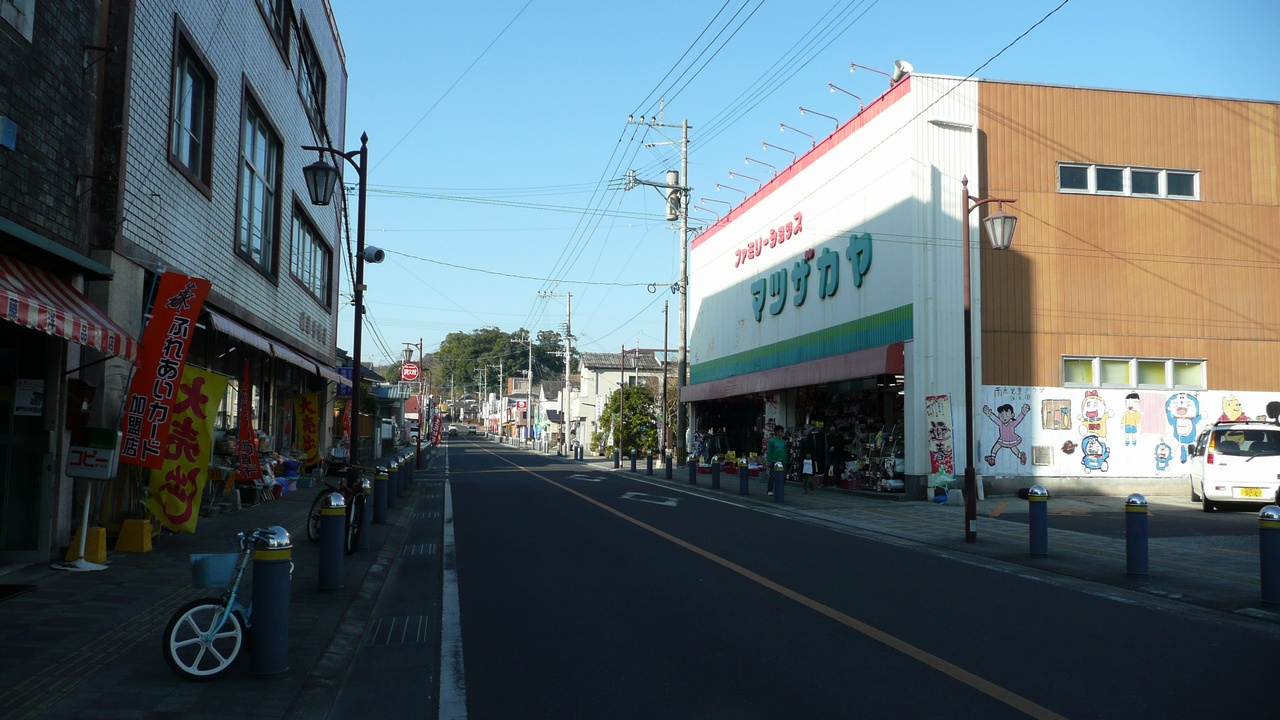
大崎市街地から北方向

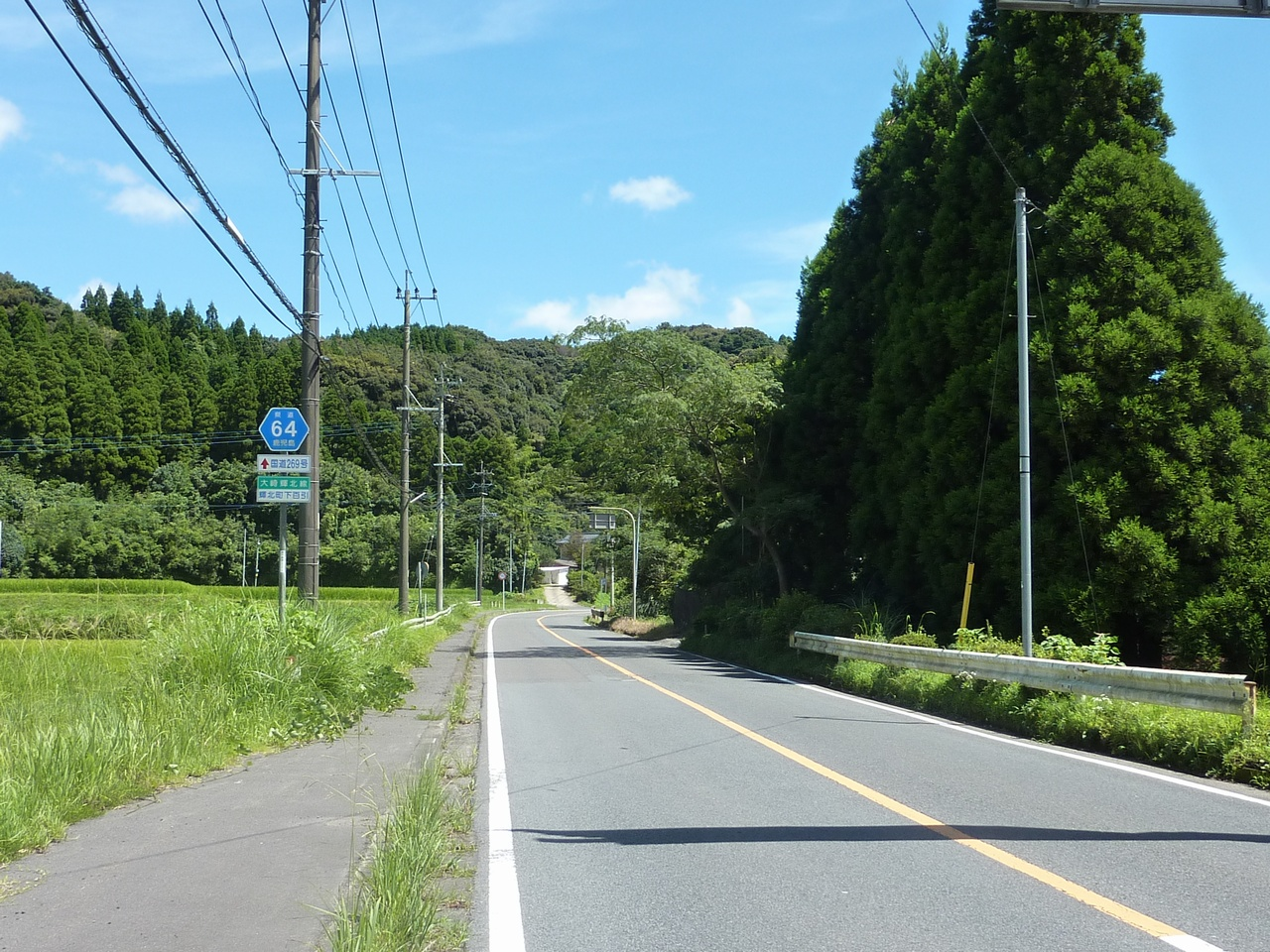
鹿屋市輝北町下百引（大崎町方面）

### 通過する自治体
- 曽於郡大崎町
- 鹿屋市

### 交差する道路
| 交差する道路                | 市町村名 | 市町村名 | 交差する場所               | 交差する場所          |
| --------------------------- | -------- | -------- | -------------------------- | --------------------- |
| 国道220号                   | 曽於郡   | 大崎町   | 假宿（かりじゅく）         | 三文字駅交差点 / 起点 |
| 鹿児島県道519号黒石串良線   | 曽於郡   | 大崎町   | 持留                       |                       |
| 国道269号 重複区間起点      | 曽於郡   | 大崎町   | 野方                       | 荒佐三差路交差点      |
| 国道269号 重複区間終点      | 曽於郡   | 大崎町   | 野方                       |                       |
| E78 東九州自動車道          | 曽於郡   | 大崎町   | 野方                       | 37-1 野方IC           |
| 鹿児島県道551号高隈内ヶ迫線 | 鹿屋市   | 鹿屋市   | 輝北町下百引（しももびき） |                       |
| 国道504号                   | 鹿屋市   | 鹿屋市   | 輝北町下百引               | 終点                  |

### 沿線
大崎市街の三文字駅交差点（国道220号交点）を起点とする。大崎町役場・大崎町立大崎小学校や大崎町立持留小学校、ジャパンファームを通過し、大崎町野方の照日神社前で国道269号に合流する。大崎町持留で鹿児島県道519号黒石串良線が分岐する。
照日神社から239 m南進したところで国道269号と別れ、西進。鹿屋市境付近で（鹿屋市の高隈地区へ向かう）鹿児島県道551号高隈内ヶ迫線が分岐している。鹿屋市立平南小学校を通過し、ローソン（コンビニエンスストア）前の丁字路で国道504号に合流し、終点となる。
- 大崎町役場
- 大崎町立大崎小学校
- 大崎町立持留小学校